# Aysun Özbek
Aysun Özbek-Kalkan (Istanbul, 18 marzo 1977) è un'ex pallavolista turca.
Giocava nel ruolo di centrale.

## Carriera
La carriera professionistica di Aysun Özbek inizia nel 1990, quando giovanissima inizia a giocare nel Fenerbahçe Spor Kulübü. La permanenza nel club giallo-blu è di ben sei anni, durante i quali però non vince alcun trofeo.
La svolta arriva nel 1996, con l'ingaggio da parte del VakıfBank Spor Kulübü. Col club capitolino arriva la consacrazione in ambito nazionale, Aysun riesce a vincere due campionati turchi e due coppe di Turchia. In ambito europeo, invece, arrivano due finali di Champions League, ma in entrambe le occasioni il VakifBank viene sconfitto.
Nel 1999 arrivano le prime convocazioni in nazionale, ma senza grandi risultati. Nel 2000 segue il proprio club nello spostamento da Ankara ad Istanbul, la scelta si rivela felice: dopo un paio di stagioni il VakıfBank Güneş Sigorta Spor Kulübü torna ad essere vincente. Il club giallo-rosso torna a vincere il campionato per ben due volte, ma soprattutto trionfa per la prima volta in Europa, aggiudicandosi la Top Teams Cup 2003-04. Sempre in questo periodo arrivano le prime soddisfazioni in nazionale: vince sorprendentemente la medaglia d'argento agli Europei 2003 giocati in Turchia e la medaglia d'oro ai Giochi del Mediterraneo 2005, disputati ad Almería. Dopo qualche stagione anonima e priva di risultati in patria, Aysun vince il suo secondo trofeo europeo: la Challenge Cup 2007-08, al termine della quale viene eletta MVP della manifestazione.
Nel 2008 decide di ritirarsi, ma, già nella stagione successiva, ritorna sui propri passi decidendo di ritornare a giocare, confermando solo il ritiro dall'attività con la nazionale. Sorprendentemente non sceglie di tornare a giocare col VakıfBank Güneş Sigorta Spor Kulübü, ma sceglie la rivale storica del suo ex club: l'Eczacıbaşı Spor Kulübü, con il quale vince la coppa di Turchia.

## Palmarès

### Club
- Campionato turco: 4

1996-97, 1997-98, 2003-04, 2004-05
- Coppa di Turchia: 3

1996-97, 1997-98, 2010-11
- Top Teams Cup: 1

2003-04
- Challenge Cup: 1

2007-08

### Nazionale (competizioni minori)
- Giochi del Mediterraneo 2005

### Premi individuali
- 2004 - Top Teams Cup: Miglior muro
- 2008 - Challenge Cup: MVP